# Casa de la Vila de Cherta
La Casa de la Vila de Cherta, también conocido con el nombre de Escuelas Viejas es un edificio en esquina de estilo ecléctico protegido como Bien Cultural de Interés Local del municipio de Cherta (Bajo Ebro). Es la sede de la casa consistorial (Ayuntamiento).

## Descripción
El edificio está situado en un ángulo de la plaza Mayor, centro neurálgico de la villa. Se distribuye en planta baja y tres pisos. La fachada presenta una distribución simétrica. A la planta baja encontramos sillares de piedra almohadillados y acabados con una cornisa que hace de impostas a los arcos de medio punto de las dos ventanas y de las portaladas. La clave del arco central contiene el escudo de la villa, el naranjo, y debajo la fecha de construcción (1896). Al primer piso hay un balcón corrido de piedra y ventanales con moldura mixtilínea en forma de frontón. Al segundo piso, los balcones de piedra están separados y la moldura del frontón se simplifica. A cada piso hay cornisas a nivel de los forjados coincidiendo con los balcones. La fachada es remate por un frontón. Destaca el trabajo de forja de los balcones y las rejas. Del interior del edificio hay que destacar la escalinata y la barandilla de forja.

## Historia
El edificio se empezó a construir el octubre del 1895 por el maestro de obras Josep Arnal y Matheu bajo las órdenes del arquitecto provincial Ramón Salas Ricomá. El mes de agosto del mismo año, el entonces ministro de Fomento, el tortosino Alberto Bosch y Fustegueras, había firmado la concesión de una subvención por valor del 50% del presupuesto de la obra después de muchas gestiones desarrolladas por el consistorio de aquel momento, especialmente por el alcalde Francesc Rius y Damaré. A la escalinata del edificio se conserva una placa de agradecimiento del pueblo chertolino al ministro. La parte restante la asumieron las arcas municipales. Muchos de los obreros que participaron en la construcción del edificio trabajaban a «jornal de villa», es decir, sin recibir ningún sueldo a cambio. 
El edificio fue inaugurado con grandes celebraciones (según la prensa de la época) en medio de las fiestas mayores de San Martín, el 12 de noviembre de 1896. Al acto asistió el gobernador de la provincia, el subdirector de enseñanza provincial, maestros, inspectores de enseñanza, curas, autoridades locales,... entre otros.
Durante la guerra civil, las clases se suspendieron y unos meses del 1938, durante la Batalla del Ebro, el pueblo fue evacuado, puesto que era línea de frente. En aquel momento el edificio fue utilizado por los militares. Al acabar el conflicto, los pisos superiores se encontraban en mal estado y no fue hasta 1945 cuando el edificio volvió a acoger los alumnos chertolinos. En 1968 se construyó un nuevo edificio escolar y por este motivo, las escuelas viejas dejaron de tener una utilidad pública. A principios de los años 80 se decide restaurar las dos primeras plantas del edificio para acoger las dependencias del ayuntamiento. En febrero de 1985 se celebró el primer pleno en el salón de sesiones. En 1996 se conmemoró el centenario del edificio y al mismo tiempo se restauró el tercer piso donde actualmente se ubica la biblioteca municipal y el punto TIC. En 2010 se realizaron obras de mejora a la primera planta, donde se ubican las dependencias municipales, y se instaló un moderno ascensor de cristal en la escalinata del edificio que facilita el acceso a todas las plantas.